# Francis Malcom Moore
Francis Malcom Moore, britanski general, * 1897, † 1974.